# ۶۹۴ (پیش از میلاد)
۶۹۴ (پیش از میلاد) ۶۹۴مین سال قبل از تقویم میلادی است.